# Adam James
Adam James, född 9 september 1972 i London, är en brittisk skådespelare.
James har bland annat medverkat i TV-serierna Belgravia från 2020, Vigil från 2021 och Hotell Portofino från 2022.

## Filmografi (i urval)
- 2020 – Belgravia (TV-serie)
- 2021 – Vigil (TV-serie)
- 2022 – Hotell Portofino (TV-serie)